# Ferdinand Krumholz
Ferdinand Krumholtz (Áustria, 1810 — Berna, 1878) foi um pintor austríaco, especializado em retratos.

## Biografia
Depois de estudar nas academias de Belas Artes de Viena, Veneza e Roma, Krumholtz radicou-se em Paris, na França, onde expôs seus trabalhos em vários salons entre 1836 e 1845. Partiu então para Lisboa, em Portugal, tornando-se pintor da corte de D. Maria II e do seu consorte D. Fernando II, o Rei-Artista. Ele havia sido indicado ao rei por seu protetor, o duque de Nemours.
Em 1848, Krumholtz embarcou para o Rio de Janeiro, abrindo um ateliê no ano seguinte. Seu trabalho na Exposição Geral de Belas Artes de 1849 rendeu-lhe o grau de cavaleiro da Imperial Ordem da Rosa. Esta, contudo, não seria a única condecoração que receberia em vida: tornou-se também cavaleiro da Ordem de Francisco José da Áustria e da Ordem de Carlos III de Espanha.
No Brasil, Krumholtz criou quadros para vários membros da família imperial brasileira. A respeito de seu retrato de Manuel de Araújo Porto-Alegre, disse o crítico de arte Gonzaga Duque:
É uma dessas obras que, só por si, dilatam e firmam uma reputação. Estilo de mestre, desenho que pode ser tachado rigoroso ou irrepreensivel, colorido claro e exato, e expressão admirável pela naturalidade, fazem desse retrato obra de inestimável valor.
Em 1853, regressou à Europa, visitando Londres e Madri e conhecendo, mais tarde, a Índia. Em 1876, ele contraiu matrimônio, mas o casamento durou pouco com sua morte, apenas dois anos depois.
As obras de Krumholtz, no Brasil, podem ser encontradas no Museu Nacional de Belas-Artes e no Museu Imperial de Petrópolis.